# Villers-le-Tilleul
 Villers-le-Tilleul  es una población y comuna francesa, en la región de Champaña-Ardenas, departamento de Ardenas, en el distrito de Charleville-Mézières y cantón de Flize.
Está integrada en la Communauté de communes des Crêtes Préardennaises.

## Demografía
| 172 | 141 | 119 | 148 | 176 | 191 |
| Para los censos de 1962 a 1999 la población legal corresponde a la población sin duplicidades (Fuente: INSEE [Consultar]) |     |     |     |     |     |